# Пантерси Вроцлав
Пантерси Вроцлав су клуб америчког фудбала из Вроцлава у Пољској. Основани су 2013. године фузијом два тима Џајантса и Девилса, и своје утакмице играју на Олимпијском стадиону у Вроцлаву. Такмиче се тренутно у највишем рангу у пољској лиги ЛФА, и Лиги шампиона.